# Atletismo nos Jogos Pan-Americanos de 2015 - Revezamento 4x100 m masculino
A competição do revezamento 4x100 m  masculino foi um dos eventos do atletismo nos Jogos Pan-Americanos de 2015, em Toronto. Foi disputada no Estádio CIBC de Atletismo Pan e Parapan-Americano entre os dias  24 e 25 de julho.

## Calendário
Horário local (UTC-4).
| Data        | Horário | Fase      |
| ----------- | ------- | --------- |
| 24 de julho | 20:15   | Semifinal |
| 25 de julho | 20:05   | Final     |

## Medalhistas
|  | USA Estados Unidos                                                       |  | BRA Brasil                                                                       |  | TRI Trinidad e Tobago                                                             |
|  | BeeJay Lee Wallace Spearmon Kendal Williams Remontay McClain Sean McLean |  | Gustavo dos Santos Vitor Hugo dos Santos Bruno de Barros Aldemir da Silva Junior |  | Rondel Sorrillo Keston Bledman Emmanuel Callender Dan-Neil Telesford Mikel Thomas |

## Recordes
Recordes mundial e pan-americano antes da disputa dos Jogos Pan-Americanos de 2015.
| Tipo                             | Atleta  | Tempo | Local    | Data                  |
| -------------------------------- | ------- | ----- | -------- | --------------------- |
|                                  | Jamaica | 37.04 | Daegu    | 4 de setembro de 2011 |
| Recorde dos Jogos Pan-Americanos | Brasil  | 38.18 | Winnipeg | 30 de julho de 1999   |

## Resultados

### Semifinal
| Colocação | Bateria | Nacionalidade             | Atleta                                                                              | Tempo | Notas |
| --------- | ------- | ------------------------- | ----------------------------------------------------------------------------------- | ----- | ----- |
| 1         | 1       | ANT Antígua e Barbuda     | Chavaughn Walsh, Daniel Bailey, Cejhae Greene, Miguel Francis                       | 38.14 | Q,    |
| 2         | 1       | USA Estados Unidos        | Sean McLean, Wallace Spearmon, Kendal Williams, Remontay McClain                    | 38.29 | Q     |
| 3         | 1       | CAN Canadá                | Gavin Smellie, Aaron Brown, Dontae Richards-Kwok, Brendon Rodney                    | 38.39 | Q,    |
| 4         | 2       | TTO Trinidad e Tobago     | Mikel Thomas, Rondel Sorrillo, Emmanuel Callender, Dan-Neil Telesford               | 38.52 | Q     |
| 5         | 2       | BAR Barbados              | Shane Brathwaite, Levi Cadogan, Nicholas Deshong, Burkheart Ellis                   | 38.65 | Q,    |
| 6         | 2       | DOM República Dominicana  | Stanly del Carmen, Yoandry Andujar, Deidy Montas, Yancarlos Martínez                | 38.67 | Q,    |
| 7         | 1       | JAM Jamaica               | Bernardo Brady, Dexter Lee, Oshane Bailey, Sheldon Mitchell                         | 38.75 | q     |
| 8         | 2       | BRA Brasil                | Gustavo dos Santos, Vitor Hugo dos Santos, Aldemir da Silva Junior, Bruno de Barros | 38.76 | q     |
| 9         | 1       | SKN São Cristóvão e Neves | Jason Rogers, Brijesh Lawrence, Lestrod Roland, Allistar Clarke                     | 39.10 |       |
| 10        | 2       | BAH Bahamas               | Johnathan Farquharson, Teray Smith, Warren Fraser, Elroy McBride                    | 39.53 |       |
| 11        | 2       | CUB Cuba                  | Yaniel Carrero, Roberto Skyers, Reynier Mena, Reidis Ramos                          | 39.61 |       |
| 12        | 1       | CHI Chile                 | Franco Boccardo, Cristián Reyes, Enrique Polanco, Sebastián Valdivia                | 40.14 |       |

### Final
| Colocação         | Nacionalidade            | Atleta                                                                              | Tempo | Notas |
| ----------------- | ------------------------ | ----------------------------------------------------------------------------------- | ----- | ----- |
| Medalha de ouro   | USA Estados Unidos       | BeeJay Lee, Wallace Spearmon, Kendal Williams, Remontay McClain                     | 38.27 |       |
| Medalha de prata  | BRA Brasil               | Gustavo dos Santos, Vitor Hugo dos Santos, Bruno de Barros, Aldemir da Silva Junior | 38.68 |       |
| Medalha de bronze | TTO Trinidad e Tobago    | Rondel Sorrillo, Keston Bledman, Emmanuel Callender, Dan-Neil Telesford             | 38.69 |       |
| 4                 | BAR Barbados             | Nicholas Deshong, Levi Cadogan, Burkheart Ellis, Ramon Gittens                      | 38.79 |       |
| 5                 | DOM República Dominicana | Stanly del Carmen, Yoandry Andujar, Deidy Montas, Yancarlos Martínez                | 38.86 |       |
| 6                 | JAM Jamaica              | Jason Livermore, Dexter Lee, Bernardo Brady, Sheldon Mitchell                       | DNF   |       |
| 6                 | ANT Antígua e Barbuda    | Chavaughn Walsh, Daniel Bailey, Cejhae Greene, Miguel Francis                       | DSQ   |       |
| 6                 | CAN Canadá               | Gavin Smellie, Andre De Grasse, Brendon Rodney, Aaron Brown                         | DSQ   |       |

Canadá venceu a corrida com um tempo de 38.06 No entanto, a equipe foi desclassificado por ter deixado sua pista, Regra 163,3; a equipe havia enfrentado incidentes similares nos Jogos da Commonwealth de 2014 . 
Legenda
| Recorde mundial                  | Recorde mundial (World record)               |                       | Recorde africano                      | Recorde africano (African) |                                           | Q | Classificado por posição (Qualified) |
| Recorde dos Jogos Pan-Americanos | Recorde pan-americano (Pan-American record)  | Recorde da América    | Recorde da América (Americas)         | q                          | Classificado por melhor tempo (Qualified) |   |                                      |
| Melhor marca do ano              | Melhor marca do ano (World leading)          | Recorde asiático      | Recorde asiático (Asian)              | DNS                        | Não largou (Did not start)                |   |                                      |
| Recorde nacional                 | Recorde nacional (National record)           | Recorde europeu       | Recorde europeu (European)            | DNF                        | Não terminou (Did not finish)             |   |                                      |
| Recorde pessoal                  | Recorde pessoal do atleta (Personal best)    | Recorde da Oceania    | Recorde da Oceania (Oceania)          | DSQ / DQ                   | Desclassificado (Disqualified)            |   |                                      |
| Recorde da temporada             | Recorde da temporada do atleta (Season best) | Recorde sul-americano | Recorde sul-americano (South America) | NM                         | Sem marca (No mark)                       |   |                                      |